# Mantaly
Mantaly is een plaats in Madagaskar gelegen in het district Ambilobe van de regio Diana. In 2001 telde de plaats bij de volkstelling 14.420 inwoners. De plaats fungeert als lokale vliegveld.
In de plaats is basisonderwijs en voortgezet onderwijs voor jonge kinderen beschikbaar. De meerderheid (95% van de bevolking) is werkzaam als landbouwer en 4,5 % van de bevolking houdt zich bezig met veeteelt. Het belangrijkste gewas is rijst, maar er wordt ook bananen, koffie en suikerriet verbouwd. 0,5% van de bevolking is werkzaam in de dienstensector.